# Marienbasilika (Phoenix)

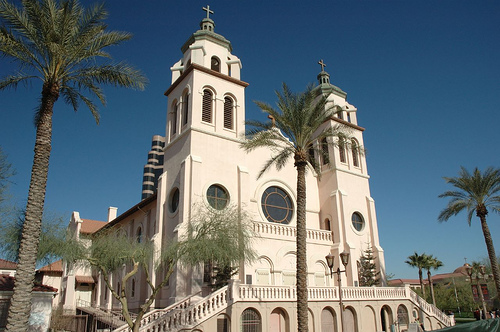
Fassade der Kirche

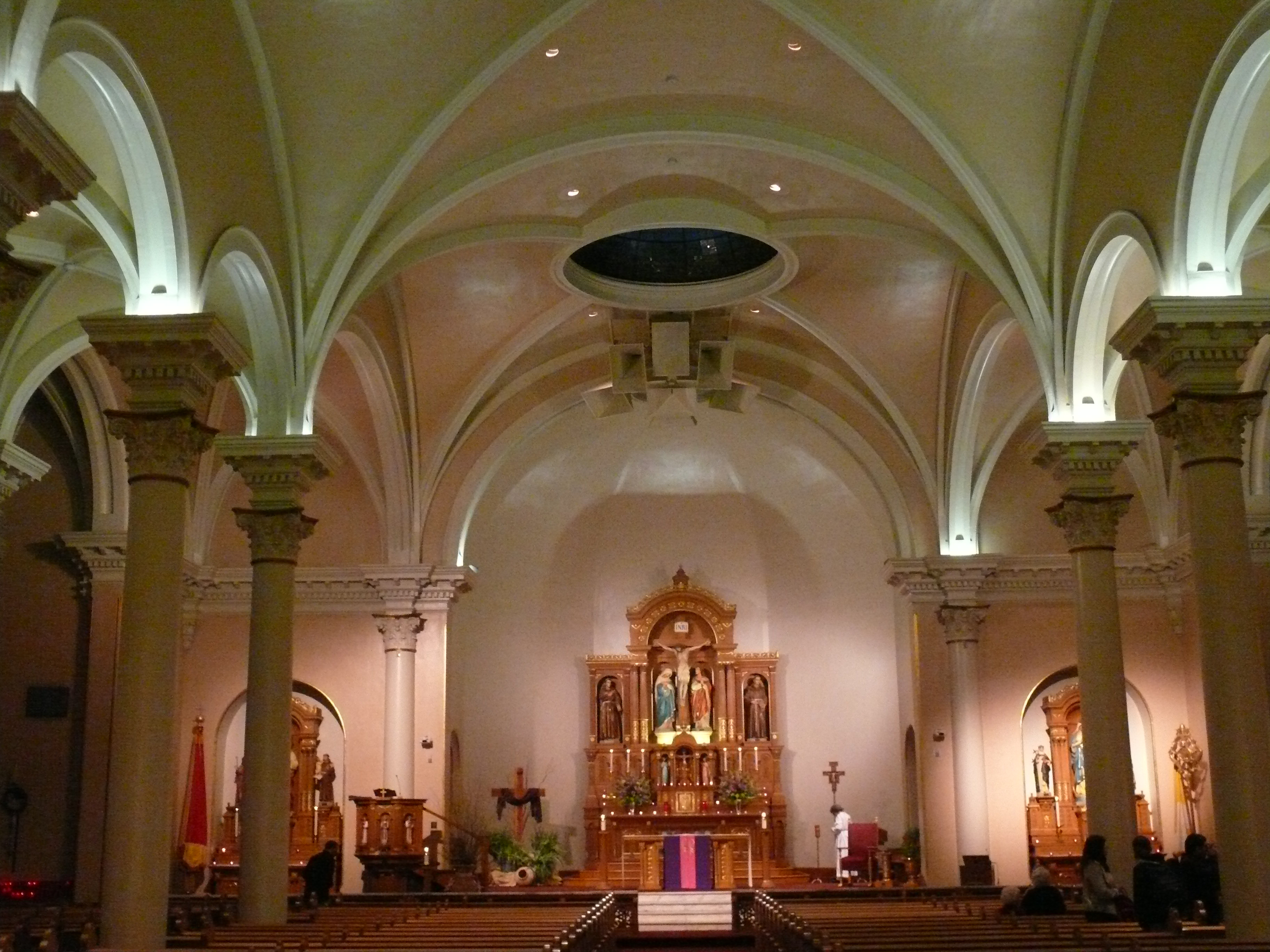
Altarraum der Basilika

Die Marienbasilika (englisch St. Mary’s Basilica), offiziell die Kirche der Unbefleckten Empfängnis der Jungfrau Maria, ist eine römisch-katholische Kirche in Phoenix, der Hauptstadt des US-amerikanischen Bundesstaates Arizona. Die Kirche des Bistums Phoenix mit dem Titel einer Basilica minor wird seit 1895 von den Franziskanerbrüdern betreut.

## Geschichte
Die heutige Kirche ersetzte eine frühere Lehmkirche, die 1881 auf 18 × 12 Metern erbaut worden war. Die Bauarbeiten an der Kirche begannen 1902 und wurden 1914 abgeschlossen. Die Kirche wurde 1915 geweiht und war bis 1924 die einzige Pfarrkirche in Phoenix. Sie wird seit 1978 im nationalen Register historischer Stätten aufgeführt.
Papst Johannes Paul II. erhob die Marienkirche 1985 in den Rang einer Basilica minor, zwei Jahre danach besuchte er die Marienkirche und sprach vom Balkon an der Fassade zu Tausenden von Menschen. St. Mary’s wurde die 32. Basilika in den Vereinigten Staaten und ist die einzige Basilika in Arizona.

## Architektur
Die dreischiffige Hallenkirche wurde in Anlehnung an den spanischen Missions- und Kolonialstil mit einer Doppelturmfassade entworfen. Das breitere Mittelschiff ist mit vier Kreuzgewölben ausgeführt, die das Deckengewicht auf die Pfeiler übertragen. Das Gewölbe vor der Apsis ist zur Beleuchtung als Kuppel mit einer Laterne ausgeführt. Über dem Altarraum erhebt sich ebenfalls eine kleine Laterne, die den Altar beleuchtet. Die beiden Türme tragen vier Glocken und sind mit Zwiebelhauben abgeschlossen, entsprechend der süddeutschen Herkunft des damaligen Pastors Novatus Benzing und des Architekturberaters Leonard Darscheid.

## Ausstattung
Die bedeutenden neogotische Glasmalereien wurden vom Emil Frei Studio in Missouri hergestellt. Die großen oberen Buntglasfenster zeigen Szenen aus dem Leben der hl. Jungfrau Maria, während das untere  Kirchenschiff und das Querschiff Bilder von populären Heiligen des Franziskanerordens und des Erbes der Kulturen zeigen, die zu dieser Zeit in der Gemeinde vertreten waren (deutsch, spanisch, irisch). Bemerkenswert sind auch die Kreuzwegstationen des Andrew Kaletta Studios in St. Louis. Sie sind nicht einfach nur gemalt, sondern hochreliefiert auf einen goldenen Hintergrund gegossen, wodurch die Figuren und ihre detaillierten Merkmale hervorgehoben werden. Die Orgel mit 26 Registern oberhalb des Eingangs wurde von der Schantz Organ Company gebaut.